# Vittorio Buffoli
Vittorio Buffoli (Chiari, 16 ottobre 1924 – Chiari, 30 agosto 2018) è stato un musicista e produttore discografico italiano.
È noto soprattutto per essere stato il direttore artistico della casa discografica PDU e il discografico di Mina nel periodo d'oro della cantante cremonese.

## Biografia
È nato il 16 ottobre 1924 a Chiari, in provincia di Brescia. Di formazione classica, viene influenzato dai nuovi generi musicali provenienti dall'America nel secondo dopoguerra, tra cui il jazz e lo swing. Come compositore, Buffoli esordisce negli anni cinquanta scrivendo temi musicali per il programma TV Carosello, mentre come pianista entra nella formazione di Ray Martino. Nella seconda metà del decennio forma i Buffoli 5, orchestra che comprendeva anche Sergio Endrigo e Fred Bongusto, con la quale intraprende anche tournée all'estero.
Nel 1958 Buffoli diventa direttore artistico della casa discografica milanese Ariston, contribuendo anche come autore alla stesura di brani per Nicola Arigliano, Umberto Bindi, Sergio Endrigo, per un giovane Adriano Celentano e per Mina, allora agli esordi. Segue in particolare la carriera di Nicola Arigliano, fino a quando non accetta la proposta da parte del padre di Mina di diventare direttore artistico di una nuova etichetta discografica, la PDU, che nasce nel 1967 con lo scopo di produrre in proprio e distribuire direttamente i dischi della cantante. Buffoli, che già aveva collaborato con Mina ai suoi inizi, diventa così il suo discografico di fiducia, seguendola nel suo percorso artistico nei decenni successivi.
Nel 1968 ha partecipato allo Zecchino d'Oro componendo la musica del brano Coriolano, l'allegro caimano.